# Heterostegane subfasciata
Heterostegane subfasciata là một loài bướm đêm trong họ Geometridae.